# Майдан-Кавенчинський
Майдан-Кавенчинський (пол. Majdan Kawęczyński) — село в Польщі, у гміні П'яскі Свідницького повіту Люблінського воєводства.
Населення — 153 особи (2011).

## Демографія
Демографічна структура станом на 31 березня 2011 року:
|          | Загалом | Допрацездатний вік | Працездатний вік | Постпрацездатний вік |
| -------- | ------- | ------------------ | ---------------- | -------------------- |
| Чоловіки | 77      | 16                 | 55               | 6                    |
| Жінки    | 76      | 16                 | 41               | 19                   |
| Разом    | 153     | 32                 | 96               | 25                   |